# Погановський Віктор Олександрович
Ві́ктор Олекса́ндрович Погано́вський (23 листопада 1949) — український радянський спортсмен, який спеціалізувався в кінному спорті, олімпійський чемпіон (1980), член Національного олімпійського комітету України (НОКУ).

## Біографія
Народився 23 листопада 1949 року в Миколаєві. В кінно-спортивній школі займався з 12-річного віку.
У 1965 р. уперше брав участь у чемпіонаті країни серед юнаків, був включений до збірної команди країни.
У 1976 році закінчив Миколаївський державний педагогічний інститут.
Виступав за «Колос» (Миколаїв). 20 разів ставав чемпіоном УРСР, 15 разів — чемпіоном СРСР, неодноразово перемагав на міжнародних змаганнях.
Золоту олімпійську медаль та звання олімпійського чемпіона Віктор Погановський виборов на московській Олімпіаді в командних змаганнях із подолання перешкод, виступаючи у складі збірної СРСР.
З 1992 року — головний тренер Миколаївської конно-спортивної школи. Як тренер підготував чемпіона України Г. Мартиненка.

## Нагороди і звання
- Орден «За заслуги» III ступеня;
- Орден «Знак Пошани» (1980);
- Орден Трудового Червоного Прапора (1986);
- Олімпійський чемпіон (1980);
- Заслужений майстер спорту СРСР (1980);
- Заслужений тренер України (1992).